# Macsen
Macsen var i keltisk mytologi en kung som förmodligen är densamme som den historiske kejsar Magnus Maximus.
I sagan fann Macsen sina drömmars kvinna i Britannien och slog sig därför ned där. Så småningom drog han iväg med sina trupper för att bekämpa en rivaliserande kejsare. Sagan uppvisar stora likheter med Magnus Maximus' försök att gripa makten på kontinenten.